# Bénouville (Calvados)
Bénouville [benuvil] ist eine französische Gemeinde mit 2001 Einwohnern (Stand 1. Januar 2022) im Kanton Ouistreham des Departements Calvados in der Region Normandie. Sie liegt etwa zehn Kilometer nordöstlich der Stadt Caen. In der Nähe von Bénouville verläuft parallel zur Orne der Canal de Caen à la Mer, der von der Pegasusbrücke überspannt wird.

## Geschichte
Am 15. Juli 1892 wurde die schmalspurige Eisenbahnverbindung von Bénouville nach Dives eröffnet. Bereits vier Wochen später fuhren Züge auch von Benouville über Ouistreham nach Luc, am 4. Juli 1893 gingen die Gleise der späteren Chemins de fer du Calvados bis zum Bahnhof Saint-Pierre in Caen in Betrieb. Nach Zerstörungen infolge der Kampfhandlungen des Zweiten Weltkriegs im Jahr 1944 wurde die Bahn stillgelegt.
Während des Zweiten Weltkriegs wurden die Pegasusbrücke und das Umfeld, also auch Bénouville, von alliierten Truppen der britischen 6. Luftlandedivision, die im Verlauf der Operation Tonga in der Normandie landete, erobert und am 6. Juni 1944 befreit. Einige der alliierten Soldaten, die während der Operation fielen, sind auf dem an der Kirche von Bénouville gelegenen Friedhof begraben.

## Bevölkerungsentwicklung
| Jahr                       | 1962 | 1968 | 1975 | 1982 | 1990 | 1999 | 2010 | 2019 |
| Einwohner                  | 754  | 739  | 827  | 828  | 1258 | 1741 | 1984 | 2042 |
| Quellen: Cassini und INSEE |      |      |      |      |      |      |      |      |

## Sehenswürdigkeiten
Zu den architekturhistorisch wichtigen Gebäuden des Ortes zählt das Schloss Château de Bénouville, das 1769 von Claude-Nicolas Ledoux, einem der Hauptvertreter der französischen Revolutionsarchitektur, erbaut wurde.

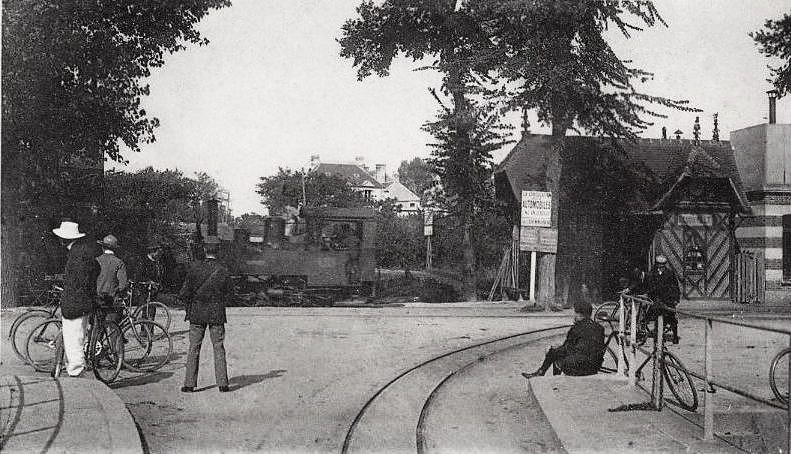
Bahnhof Bénouville der Chemins de fer du Calvados
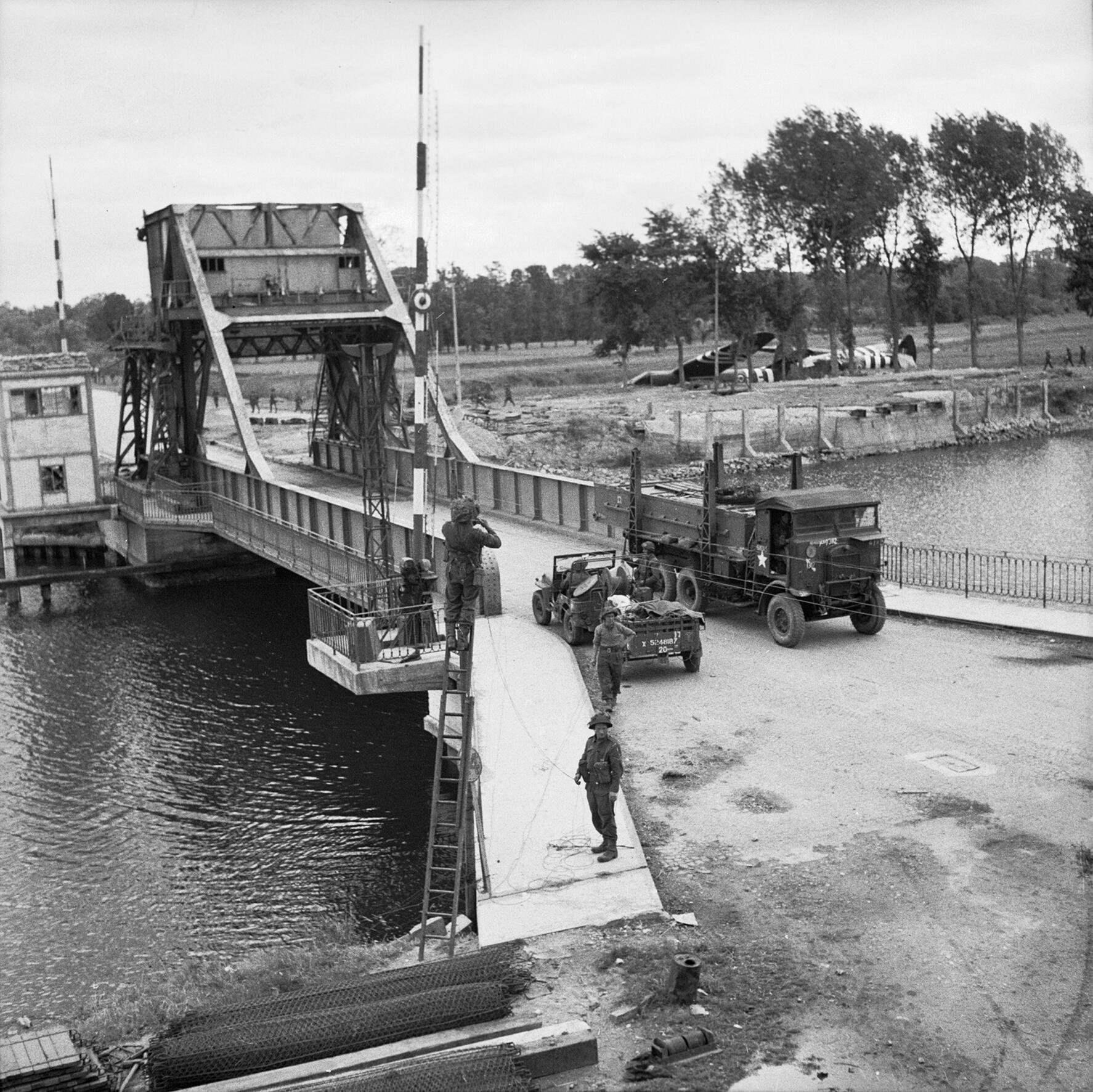
Pegasusbrücke nach der Eroberung durch die Alliierten, Juni 1944
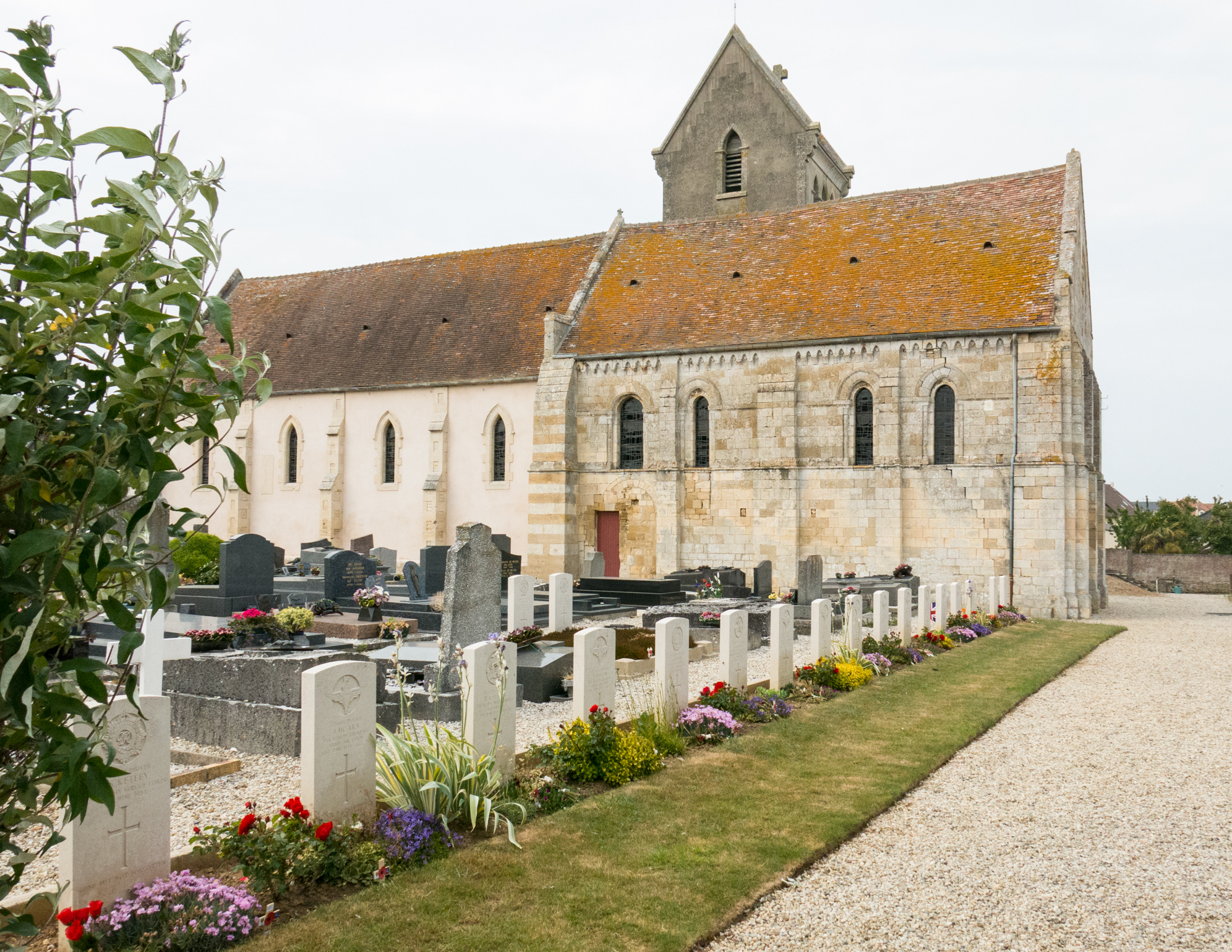
Kirche und Friedhof mit Gräbern gefallener alliierter Soldaten

## Persönlichkeiten
- Gérard Lenorman (* 1945), Sänger und Chansonnier, wurde in Bénouville geboren